# Wynnedale (Indiana)
Wynnedale es un pueblo ubicado en el condado de Marion en el estado estadounidense de Indiana. En el Censo de 2010 tenía una población de 231 habitantes y una densidad poblacional de 560,94 personas por km².

## Geografía
Wynnedale se encuentra ubicado en las coordenadas 39°49′57″N 86°12′1″O / 39.83250, -86.20028. Según la Oficina del Censo de los Estados Unidos, Wynnedale tiene una superficie total de 0.41 km², de la cual 0.41 km² corresponden a tierra firme y (0%) 0 km² es agua.

## Demografía
Según el censo de 2010, había 231 personas residiendo en Wynnedale. La densidad de población era de 560,94 hab./km². De los 231 habitantes, Wynnedale estaba compuesto por el 61.04% blancos, el 35.93% eran afroamericanos, el 0% eran amerindios, el 1.3% eran asiáticos, el 0% eran isleños del Pacífico, el 0.43% eran de otras razas y el 1.3% pertenecían a dos o más razas. Del total de la población el 0.87% eran hispanos o latinos de cualquier raza.